# Alex Reid
Alex Reid (Penzance, 23 december 1980) is een Britse actrice.

## Biografie
Reid heeft het acteren geleerd aan de Webber Douglas Academy of Dramatic Art in Londen.
Reid begon in 2001 met acteren in de televisieserie Relic Hunter, waarna zij nog meerdere rollen speelde in televisieseries en films. Zij speelde in onder andere The Descent (2005), The Descent: Part 2 (2009) en Misfits (2009-2011).

## Filmografie

### Films
Uitgezonderd korte films.
- 2022 The Princess - als de koningin
- 2019 Joanne - als Joanne
- 2014 I Am Soldier - als Dawn
- 2012 The Facility - als Joni
- 2009 The Descent: Part 2 - als Beth
- 2009 One Hundred Mornings - als Hannah
- 2008 Love Me Still - als Gemma Ronson
- 2007 Jetsam - als Grace
- 2007 The Midnight Drives - als Sophie
- 2007 Speed Dating - als jongevrouw
- 2006 Wilderness - als Louise
- 2005 The Government Inspector - als Claire
- 2005 The Descent - als Beth
- 2003 Blue Dove - als Nell Brennan
- 2003 The Honeymooners - als Claire
- 2001 Summer Rain - als aanzicht club
- 2001 Last Orders - als jonge Pam
- 2001 Arachnid - als Loren Mercer

### Televisieseries
Uitgezonderd eenmalige gastrollen.
- 2020 Unorthodox - als Leah Mandelbaum Schwarz - 4 afl.
- 2018 Collateral - als Amanda Hall - 2 afl.
- 2018 Silent Witness - als Inga Meyer - 2 afl.
- 2016 The Tunnel - als Helen - 2 afl.
- 2009-2011 Misfits - als Sally - 8 afl.
- 2002-2003 Ultimate Force - als Caroline Walshe - 11 afl.

- Biblioteca Nacional de España: XX4928626
- Bibliothèque nationale de France: cb142196692 (data)
- International Standard Name Identifier: 0000 0001 1934 3765
- Nationale Bibliotheek van Tsjechië: pna2008456784
- Système universitaire de documentation: 230421199
- Virtual International Authority File: 49434980